# La Bonneville-sur-Iton
La Bonneville-sur-Iton è un comune francese di 2 355 abitanti situato nel dipartimento dell'Eure nella regione della Normandia. Come emerge dalla denominazione il territorio di Bonneville è bagnato dal fiume Iton.

## Società

### Evoluzione demografica
Abitanti censiti